# Pipaluk Freuchen
Pipaluk Freuchen (numele complet fiind Pipaluk Jette Tukuminguaq Kasaluk Palika Hager Freuchen) (n. 1918, d. 1999) a fost o scriitoare suedeză, autoare a povestirii pentru copii Ivik.

## Biografie
Părinții săi au fost Peter Freuchen, celebru explorator polar danez, antropolog și cunoscut scriitor de proză de non-ficțiune, și Navarana Mequpaluk, inuită din Groenlanda. Pipaluk Freuchen s-a născut în 1918 la Uummannaq în Groenlanda, părinții săi având deja un băiat, Mequsaq Avataq Igimaqssusuktoranguapaluk Freuchen (1916 - c. 1962). După moartea mamei sale de gripă spaniolă, în 1921, a fost crescută de tatăl său în spiritul ambelor culturi, cea inuită și cea europeană. Perioada vieții comune a celor patru a fost povestită de Peter Freuchen în cartea Arctic Adventure: My Life in the Frozen North (Aventura arctică: Viața mea în Nordul înghețat) (1935)

## Ivik
În cea mai cunoscută scriere a sa, autoarea povestește parcursul inițiatic al unui adolescent, Ivik. După moartea tatălui său la vânătoare, acesta se transformă fizic și spiritual, pe perioada unei nopți polare, devenind un adevărat șef de familie, capabil să asigure subzistența a șase persoane în mediul ostil al Arcticii.

## Opera
- Pipaluk Freuchen, Ivik, den faderløse, Geber Förlag, Stockholm, Sweden, 1945
- Pipaluk Freuchen, Inaluk, Almqvist & Wiksell/Geber Förlag, Stockholm, Sweden, 1955
- Pipaluk Freuchen, Bogen om Peter Freuchen, Fremad Förlag, København, Denmark, 1958